# Espionnage à Bangkok pour U-92
Pour plus de détails, voir Fiche technique et Distribution.
Espionnage à Bangkok pour U-92 (titre original : Der Fluch des schwarzen Rubin) est un film d'espionnage allemand coréalisé par Manfred R. Köhler et Alberto Cardone sorti en 1965.
Il s'agit de l'adaptation d'un personnage de dime novels allemands.

## Synopsis
Un bijou de valeur appartenant à la famille du prince Gulab de Thaïlande est volé dans un musée de Bangkok. Immédiatement après le vol, le voleur thaïlandais est abattu par un homme à l'allure occidentale qui prend la chaîne en or. La chaîne en or est anoblie d'un rubis noir. La chaîne a une grande valeur symbolique pour Gulab ; cela prouve qu'il est le souverain légitime de sa dynastie. La légende raconte que tout propriétaire illégitime de ce bijou mourra violemment. Alors que toutes les enquêtes de la police thaïlandaise n'aboutissent à rien, le prince Gulab demande son aide au détective privé international Rolf Torring. Il amène avec lui son ami Hans Warren et son compagnon noir Pongo. Sur le trajet de l'aéroport à la ville, Warren échappe de justesse à une attaque à l'acide. Évidemment, on connaît l'arrivée des Européens et on veut saboter leur travail dès le départ.
Accompagnés d'un singe apprivoisé, les trois suivent les quelques pistes existantes. Ils sont rejoints par Mitra, la belle assistante du directeur du musée, qui s'avère être une véritable princesse thaïlandaise et héritière du trône. La chasse aux bijoux à Bangkok et dans la nature thaïlandaise se transforme rapidement en une lutte à mort, comprenant des rencontres désagréables avec des tigres, des serpents et des tueurs à la gâchette facile. Finalement, il s'avère qu'un géologue, un certain Perkins, est derrière les machinations. Perkins considère l'arrangement des pierres précieuses comme la clé des gisements d'uranium, sur lesquels il veut désespérément mettre la main.

## Fiche technique
- Titre français : Espionnage à Bangkok pour U-92
- Titre original allemand : Der Fluch des schwarzen Rubin
- Titre italien : Agente S3S: operazione Uranio
- Réalisation : Manfred R. Köhler et Alberto Cardone[3],[1]
- Assistant-réalisateur : Eberhard Schröder/
- Scénario : Manfred R. Köhler
- Musique : Gert Wilden
- Direction artistique : Wolf Englert (de)
- Photographie : Klaus von Rautenfeld
- Son : Erwin Jennewein
- Montage : Herbert Taschner (de)
- Production : Luigi Annibaldi, Wolf C. Hartwig, Lucio Marcuzzo
- Société de production : Rapid-Film, Compagnie lyonnaise de Cinéma, Metheus Film
- Société de distribution : Constantin Film
- Pays de production :  Allemagne de l'Ouest,  France,  Italie
- Langue : allemand
- Format : Couleur - 2,35:1 - Mono - 35 mm
- Genre : Aventures
- Durée : 102 minutes
- Dates de sortie :
  - Allemagne de l'Ouest : 17 avril 1965
  - France : 11 août 1965[1]
  - Italie : 24 septembre 1965
- Affiche : Raymond Elseviers (Belgique)

## Distribution
- Thomas Alder : Rolf Torring
- Peter Carsten : Hans Warren
- Serge Nubret : Pongo
- Chitra Ratana : Chitra
- Horst Frank : Perkins
- Yu Sam : le prince Gulab
- Carlo Tamberlani : Barrnigton
- Jacques Bézard : Francis

## Production
Espionnage à Bangkok pour U-92 est tourné à Rome et en Thaïlande, à Bangkok et dans la jungle, fin 1964-début 1965.
Bien qu'allemands, Thomas Alder et Horst Frank sont doublés par Klaus Kindler et Rainer Brandt. Peter Carsten se reprend lui-même.
Le film est dans le sillage des films d'agents spéciaux et de détectives populaires en Europe à l'époque. Ainsi, les versions italienne et française utilisent les abréviations couramment utilisées dans les noms de l'agent Torring : S3S dans la version italienne et U-92 dans la version française.
Comme le film est un échec, notamment en Allemagne, le producteur Wolf C. Hartwig enterre son intention de créer une autre aventure du détective Torring (Die Rache des grünen Skorpions, en français La Revanche du scorpion vert) et se tourne vers d'autres personnages, Jerry Cotton et Commissaire X (de).